# ألكسيس بينيا (مغني)
ألكسيس بينيا (بالإسبانية: Alexis Peña) هو منتج أسطوانات ومغني وكاتب أغاني كولومبي، ولد في 2 فبراير 1984 في Piedecuesta ‏ في كولومبيا.